# سامانه نیما
سامانه نظام یکپارچهٔ معاملات ارزی که به اختصار سامانه نیمانام گرفته‌است از تاریخ ۲۸ بهمن ۱۳۹۶ به صورت آزمایشی و به شکل رسمی از تاریخ ۳ اردیبهشت ۹۷ شروع به کار کرد. این سامانه بستری امن برای برای خرید و فروش ارز بود.این سامانه رسما در تاریخ ۱ بهمن ۱۴۰۳ منحل و جای خود را به بازار ارز تجاری ایران داد.
اساس این بازار نزدیک نمودن عرضه و تقاضا در دو سمت واردات و صادرات است. ارز حاصل از صادرات براساس مقررات بانک مرکزی در سه محل می بایست عرضه و تخصیص یابد. این سه محل به شرح زیر است:
۱. سامانه نیما
۲. سامانه صمت-ارز کوتاژی
۳. سامانه سنا
با توجه به طبقه‌بندی بازار های مختلف ارز صادراتی، سهم تخصیص برای صادرکنندگان به ترتیب برابر است: سامانه نیما ۷۰ درصد، سامانه صمت ۲۰ درصد و سامانه سنا ۱۰ درصد است.
بانک مرکزی در راستای ایجاد بازار ارز و ارتباط شفاف این بازار با سایر بازارها، بازار متشکل ارزی را نیز در سال ۱۳۹۸ تأسیس نمود. شرکت مدیریت بازار متشکل معاملات ارز ایران به صورت یک شرکت سهامی خاص و متشکل از ۵ سهامدار تشکیل شده است. سامانه نیما فقط در زمینه معاملات حوالجات فعالیت دارد اما این بازار فعلا مختص معاملات عمده اسکناس ارز میباشد. این بازار با رسالت نقش آفرینی در اکوسیستم اقتصاد مقاومتی و صیانت از ارزش پول ملی از طریق ایجاد و توسعه بازار شفاف، منصفانه، رقابتی و کارای ارزهای خارجی و انسجام بخشی به آن، مأموریت دارد. این بازار متشکل قصد دارد با شناسایی بازیگران، ذینفعان و طرف‌های عرضه و تقاضای بازار ارز و سامان دهی عوامل مؤثر بر این بازار از جمله نقاط قوت و ضعف، فرصت‌ها و تهدیدها و همچنین با اجرای سیاست‌های راهبردی و برنامه‌های استراتژیک به اهداف بنیادین تأسیس و راه اندازی آن دست یابد. از اهداف اساسی تأسیس این بازار می‌توان به موارد زیر اشاره کرد:
- کشف نرخ واقعی ارز بر اساس مکانیسم عرضه و تقاضا
- کمک به ثبات نرخ ارز با نهادینه کردن عملیات بازارگردانی بازیگران اصلی بازار ارز
- ایجاد بازاری کارا، منصفانه و شفاف برای معاملات ارزی
- کمک به یکسان سازی نرخ ارز
- ایجاد سازوکاری امن و قابل اتکا برای انجام تسویه وجوه معاملات ارزی
- هویت بخشی و سامان دهی بازیگران عمده بازار ارز
- اعتباربخشی و رتبه‌بندی اعضاء و بازیگران عمده بازار ارز

## تاریخچه
نوسان های بازار ارز و تغییر ساعتی قیمت ارز و دلار طی سه سال گذشته بسیاری از واردکنندگان و صادرکنندگان کالا و خدمات را  تحت تاثیر قرار داد و همین امر دولت را بر ان داشت تا سیاست های خود را در راستای تامین و فروش ارز برای فعالان اقتصادی تغییر داده و اقدام به راه اندازی سامانه نظام یکپارچه معاملات ارزی موسوم به نیما کند تا از قاچاق ارز و خروج سرمایه های کشور جلوگیری به عمل آورد. شروع به کار سامانه نیما
سامانه‌ نیما از تاریخ ۲۸ بهمن ۱۳۹۶ به ‌صورت آزمایشی کار خود را آغاز کرد. سامانه نیما در تاریخ ۳ اردیبهشت ۹۷ به طور رسمی کار خود را آغاز کرد و با ایجاد بازار ارز تجاری ایران در تاریخ ۱ بهمن ۱۴۰۳ رسما منحل گردید. 

## نحوهٔ کار
بازرگانان پس از تخصیص ارز توسط بانک مرکزی و ارائه تعهدات مربوط با مراجعه به سامانه‌ جامع تجارت، درخواست خود را برای خرید ارز موردنیاز خود ثبت می کنند. پس از ثبت سفارش و با توجه به هماهنگی صورت ‌گرفته بین بانک مرکزی جمهوری اسلامی ایران و وزارت صنعت، معدن و تجارت، این درخواست ها در سامانه جامع تجارت ثبت و در اختیار سامانه نیما قرار می‌ گیرد. صرافی‌هایی که از طریق سامانه سنا به درخواست‌های خرید یا فروش ارز دسترسی دارند، می‌ توانند از خدمات رایگان سامانه نیما استفاده کرده و درخواست های خرید ارز را مشاهده کرده و پاسخ مناسب را بدون نیاز به مراجعه حضوری به بازرگان ها ارسال کنند.

## مزایا
از مزایای استفاده از سامانه‌ نیما می توان به دسترسی تجار به طیف گسترده‌ای از صرافی‌های بانکی و تضامنی اشاره کرد. همچنین سامانه نیما رقابت سالمی بین صرافی‌های موجود در این سیستم ایجاد می کند.